# Villeneuve-sur-Allier
 Villeneuve-sur-Allier  es una población y comuna francesa, situada en la región de Auvernia, departamento de Allier, en el distrito de Moulins y cantón de Yzeure.

## Demografía
| 901 | 877 | 910 | 969 | 971 | 939 |
| Para los censos de 1962 a 1999 la población legal corresponde a la población sin duplicidades (Fuente: INSEE [Consultar]) |     |     |     |     |     |